# Frau Hanni
Frau Hanni ist ein deutsches Stummfilmmelodram von 1913 von Max Mack mit Hanni Weisse in der Titelrolle.

## Handlung
Seit der Eheschließung Hanni von Eckersbergs mit dem pflichtbewussten Regierungsrat von Eckmann droht der alte Graf von Eckersberg zu verkommen. Er hat sich hemmungslos dem Glücksspiel hingegeben und begibt sich aus diesem Grunde Abend für Abend in seinen Club. Bald ist er über beide Ohren verschuldet. Hanni bekommt von dieser Misere in demjenigen Augenblick etwas mit, als ihr Vater sie bittet, ihm in nur wenigen Stunden 3000 Mark zu besorgen. Schweren Herzens bittet Hanni ihren hyperkorrekten Gatten um diese Summe. Ihr Vater hält derweil sein der Tochter gegebenes Versprechen, nie mehr wieder Spielkarten anzurühren, nicht ein. Um sich die Sorgen von der Seele reden zu können, kontaktiert Hanni den befreundeten Staatsanwalt Buchner, der ihr zusagt, demnächst diesen als Spielhölle bekannten Club im Rahmen einer Polizeirazzia auszuheben. Hanni wird versprochen, dass sie rechtzeitig Bescheid bekommen wird, wenn der Club hochgenommen werde. Dieser Wink wird Hanni in brieflicher Form zugestellt, gerät jedoch in die Hände von Eckmanns. 
Dieser zieht aus dem Schreiben die Erkenntnis, dass sich der alte Eckersberg nicht an die ihm und seiner Frau gegebenen Zusage gehalten hat, nie mehr wieder Karten in die Hand zu nehmen. Hanni erfährt, dass Gefahr im Verzug ist und lässt sich von ihrer Zofe einen Frack besorgen, in dem sie als Frau ebenfalls den Herrenclub betreten könne. Sekunden später rückt die Polizei mit großem Getöse zur Razzia an, und Hanni versucht im letzten Moment, das Etablissement fluchtartig zu verlassen. Doch sie findet kein Versteck und landet prompt in den Armen Buchners. Dem erklärt sie schluchzend, wie sie in diese missliche Lage geraten konnte. Eckmann wiederum ist erstaunt, als er seine Frau in Begleitung des Staatsanwalts sieht und versteht gar nichts mehr. Wenig später wird der alte Graf Eckersberg mit einer Trage in ein Krankenzimmer gebracht. Sein Auto war auf dem Weg zum Club in Brand geraten, und so konnte er gar nicht mehr rechtzeitig ankommen. Hanni stürzt ans Krankenbett des Alten und bricht dort zusammen. Buchner erklärt Eckmann das Schreiben an Hanni. Dieser erkennt den tapferen Einsatz seiner Gattin an und nimmt sie liebevoll in die Arme.

## Produktionsnotizen
Frau Hanni entstand Mitte 1913 im Vitascope-Atelier in Berlins Lindenstraße 32–34. Der Dreiakter mit einer Länge von 772 (nach anderen Quellen 1100) Metern wurde am 4. Juli 1913 uraufgeführt. In Österreich-Ungarn, wo der Streifen eine Länge von 875 Metern besaß, fand die Premiere am 3. Oktober 1913 statt.
Szenen des Films wurden koloriert.

## Kritik
„Vitascope und Hanni kann man immer spielen, wenn auch manchmal die Handlung nicht ganz neuartig wirkt oder Tricks enthält, die den Anspruch der Originalität nicht einwandfrei erheben können. Aber diese Stücke haben stets eine gute Rolle für diese Künstlerin, die fesselt und anregt, und Milieuszenen, welche hübsch inszeniert sind. (…) Die Durchführung dieses Stückes hält sich nicht immer an die Logik, aber die Inszenierung und ein schönes, ausgeglichenes Spiel sind die bedeutenderen Vorzüge.“